# Баланте
Баланте (самоназвание балант; буланда, брасса) — народность, проживающая в Гвинее-Бисау, Кабо-Верде и Сенегале. Общая численность представителей этого народа в Гвинее-Бисау составляет 600 000 человек. В Кабо-Верде их значительно меньше — всего 60 000 человек, и 30 000 в Сенегале.

## Язык
Баланте говорят на языке баланте, или баланта, западно-атлантической группы, нигеро-кордофанской семьи. Присутствуют и диалекты: фора, или собственно баланта, кентохе, мане, нага. Также огромное распространение на земле баланте получил язык бывших колонизаторов — португальский.

## Религия
В большинстве своём придерживаются традиционных верований своих предков: политеизм (многобожие) и поклонение духам, населяющим предметы, которые окружают этот народ.

## Сельское хозяйство
Основное занятие — подсечно-огневое хозяйство тропических земель. Также они выращивают кукурузу, арахис, маниок, батат, ямс, просо-фонио. Активно промышляют охотой и рыболовством. Развита торговля с соседними странами.

## Социальная организация
Основу социальной организации составляют деревенские общины, которые объединяют малые и большие семьи. Живут баланте в основном в деревнях, как правило, эти поселения небольшие. По всему миру славятся изящные вышивки и узоры, которые баланте изготавливают.